# آبشار مک‌نیلی غربی
آبشار مک‌نیلی غربی (به انگلیسی: McNeilly West Falls) آبشاری است که در همیلتون (انتاریو)، کانادا واقع شده و ارتفاع کلی ریزشگاه آن ۶ متر (۲۰ فوت) است.